# 蔡襄

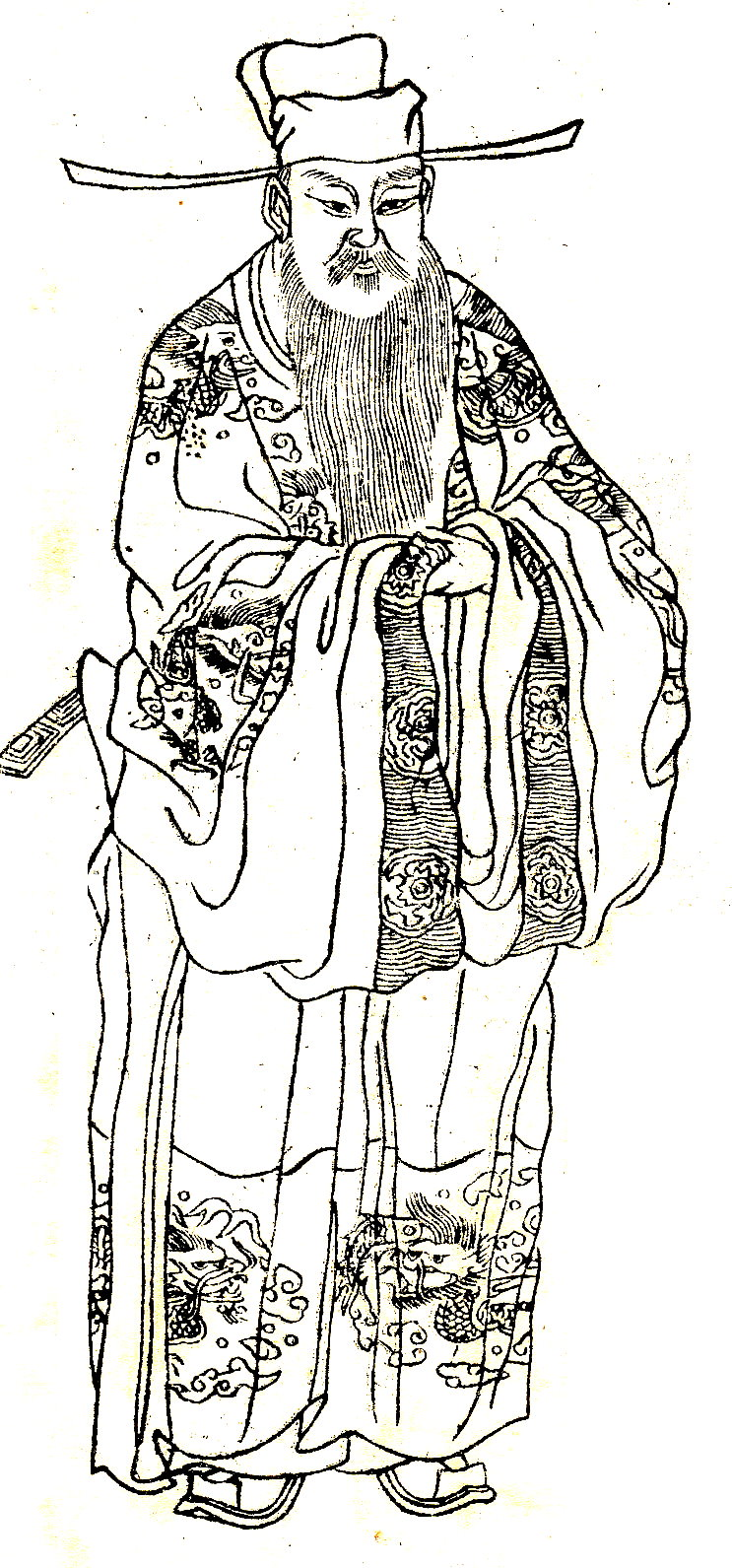
蔡襄・『晩笑堂竹荘畫傳』より

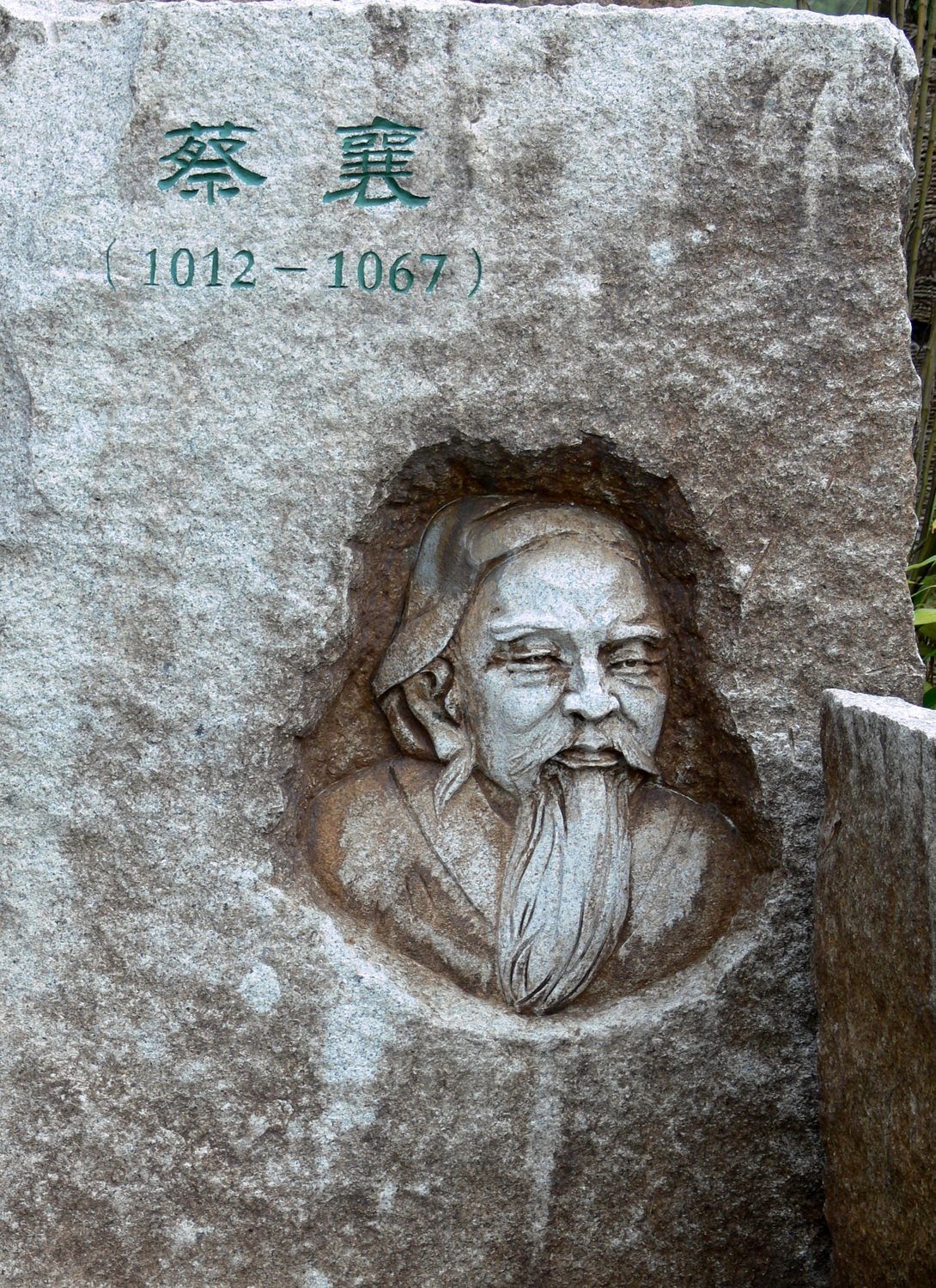
蔡襄

蔡 襄（さい じょう、大中祥符5年2月12日（1012年3月7日）- 治平4年8月16日（1067年9月27日））は、北宋の書家・文人。字は君謨。興化軍仙游県（現在の福建省莆田市仙游県）の人。「宋の四大家」の一人。
父は蔡琇。兄は蔡燮。弟は蔡高・蔡奭。子は蔡勻・蔡旬・蔡旻。また、蔡京の同族にあたる。

## 生涯
累官して知制誥となり、端明殿学士をへて杭州の守となり英宗の時期に56歳で没した。
死後に、忠恵と諡され、吏部侍郎を追贈された。書をよくして当代第一と称せられた。詩文も有名であり、著として『蔡忠恵集』『茶録』『茘枝譜』がある。